# As I Am Tour
As I Am Tour foi a terceira digressão da cantora norte-americana, Alicia Keys. A digressão passou pela Europa, América do Norte, Ásia e Oceania, em 2008.

## Artistas de abertura
- Jordin Sparks (América do Norte) (Oceania)
- Ne-Yo (América do Norte)
- Solange Knowles (Europa)
- Stephen Marley (Europa)

## Lista de músicas
1. "As I Am (Intro)"
2. "Ghetto Story"
3. "Waiting For Your Love"
4. "Where Do We Go From Here"
5. "You Don't Know My Name"
6. "Teenage Love Affair"
7. "Lady Marmalade" (backing vocalist)
8. "Got to Be There" (backing vocalist)
9. "Heartburn"
10. "Sure Looks Good To Me"
11. "How Come You Don't Call Me"
12. "Butterflyz"
13. "Goodbye"
14. "Prelude To A Kiss"
15. "Superwoman"
16. "I Need You"
17. "Wreckless Love"
18. "Diary" (excertos de "Tender Love")
19. "My Boo"
20. "Unbreakable"
21. "Like You'll Never See Me Again"
22. "Got to Give It Up" (backing vocalist)
23. "Soul Train" (backing vocalist)
24. "Feeling U, Feeling Me"
25. "Go Ahead"
26. "A Woman's Worth"
27. "Lesson Learned" 1
28. "So Simple" ²
29. "Karma"
30. "Thing About Love"
31. "Fallin'" (excertos de "It's a Man's Man's Man's World")
32. Encore:
  1. "No One"
  2. "If I Ain't Got You" 1

1 em datas seleccionadas

## Datas
| Data             | Cidade                    | País                | Local                                 |
| ---------------- | ------------------------- | ------------------- | ------------------------------------- |
| Europa           |                           |                     |                                       |
| 28 de Fevereiro  | Birmingham                | Inglaterra          | National Indoor Arena                 |
| 29 de Fevereiro  | London                    | Inglaterra          | The O2                                |
| 3 de Março       | Lyon                      | França              | Halle Tony Garnier                    |
| 4 de Março       | Frankfurt                 | Alemanha            | Festhalle                             |
| 7 de Março       | Frederiksberg             | Dinamarca           | SAS Falkoner Center                   |
| 8 de Março       | Estocolmo                 | Suécia              | Hovet                                 |
| 11 de Março      | Oslo                      | Noruega             | Oslo Spektrum                         |
| 13 de Março      | Hamburgo                  | Alemanha            | Color Line Arena                      |
| 14 de Março      | Zurique                   | Suíça               | Hallenstadion                         |
| 16 de Março      | Badalona                  | Espanha             | Palau Municipal d'Esports de Badalona |
| 17 de Março      | Madrid                    | Espanha             | Palacio de los Deportes               |
| 19 de Março      | Lisboa                    | Portugal            | Pavilhão Atlântico                    |
| 22 de Março      | Marselha                  | França              | Le Dôme de Marseille                  |
| 24 de Março      | Rotterdam                 | Holanda             | The Ahoy                              |
| 25 de Março      | Antuérpia                 | Bélgica             | Sportpaleis                           |
| 27 de Março      | Paris                     | França              | Palais omnisports de Paris-Bercy      |
| 29 de Março      | Milão                     | Itália              | Datch Forum                           |
| América do Norte |                           |                     |                                       |
| 19 de Abril      | Hampton                   | Estados Unidos      | Hampton Coliseum                      |
| 21 de Abril      | Filadélfia                | Estados Unidos      | Liacouras Center                      |
| 26 de Abril      | Columbus, Ohio            | Estados Unidos      | Schottenstein Center                  |
| 27 de Abril      | St Louis                  | Estados Unidos      | Scottrade Center                      |
| 30 de Abril      | Minneapolis               | Estados Unidos      | Target Center                         |
| 1 de Maio        | Kansas City               | Estados Unidos      | Sprint Center                         |
| 4 de Maio        | Anaheim                   | Estados Unidos      | Honda Center                          |
| 5 de Maio        | Los Angeles               | Estados Unidos      | Staples Center                        |
| 7 de Maio        | San Diego                 | Estados Unidos      | San Diego Sports Arena                |
| 9 de Maio        | Las Vegas                 | Estados Unidos      | MGM Grand Garden Arena                |
| 10 de Maio       | San Jose                  | Estados Unidos      | HP Pavilion at San Jose               |
| 11 de Maio       | Sacramento                | Estados Unidos      | ARCO Arena                            |
| 14 de Maio       | Grand Prairie             | Estados Unidos      | Nokia Theatre                         |
| 15 de Maio       | Memphis                   | Estados Unidos      | FedExForum                            |
| 1 8 de Maio      | Houston                   | Estados Unidos      | Toyota Center                         |
| 22 de Maio       | New Orleans               | Estados Unidos      | New Orleans Arena                     |
| 24 de Maio       | Tampa                     | Estados Unidos      | St. Pete Times Forum                  |
| 25 de Maio       | Miami                     | Estados Unidos      | American Airlines Arena               |
| 28 de Maio       | Atlanta                   | Estados Unidos      | Philips Arena                         |
| 30 de Maio       | Greensboro                | Estados Unidos      | Greensboro Coliseum                   |
| 31 de Maio       | Atlantic City             | Mark G. Etess Arena |                                       |
| 3 de Junho       | Montreal                  | Canadá              | Bell Centre                           |
| 5 de Junho       | Toronto                   | Canadá              | Air Canada Centre                     |
| 6 de Junho       | Detroit                   | Estados Unidos      | The Palace of Auburn Hills            |
| 7 de Junho       | Rosemont                  | Estados Unidos      | Allstate Arena                        |
| 11 de Junho      | Boston                    | Estados Unidos      | TD Banknorth Garden                   |
| 13 de Junho      | Washington, D.C.          | Estados Unidos      | Verizon Center                        |
| 15 de Junho      | Baltimore                 | Estados Unidos      | 1st Mariner Arena                     |
| 17 de Junho      | Newark                    | Estados Unidos      | Prudential Center                     |
| 18 de Junho      | New York City             | Estados Unidos      | Madison Square Garden                 |
| Europa           |                           |                     |                                       |
| 8 de Julho       | London                    | Inglaterra          | The O2                                |
| J9 de Julho      | Manchester                | Inglaterra          | Manchester Evening News Arena         |
| 11 de Julho      | Rotterdam                 | Holanda             | Nile Concert Hall [a]                 |
| 12 de Julho      | Paris                     | França              | Palais omnisports de Paris-Bercy      |
| 16 de Julho      | Locarno                   | Suíça               | Piazza Grande [b]                     |
| 17 de Julho      | Montreux                  | Suíça               | Stravinsky Auditorium [c]             |
| 19 de Julho      | Perugia                   | Itália              | Piazza Danti [d]                      |
| 20 de Julho      | Lucca                     | Itália              | Piazza Napoleone [e]                  |
| 26 de Julho      | Nîmes                     | França              | Arena of Nîmes                        |
| Ásia             |                           |                     |                                       |
| 29 de Julho      | Hong Kong                 | China               | AsiaWorld-Arena                       |
| 31 de Julho      | Jakarta                   | Indonésia           | Jakarta Convention Center             |
| 3 de Agosto      | Central Area              | Singapura           | Fort Canning Park [f]                 |
| 5 de Agosto      | Manila                    | Filipinas           | SMX Convention Center                 |
| 7 de Agosto      | Seoul                     | Coreia do Sul       | Jamsil Gymnasium                      |
| América do Norte |                           |                     |                                       |
| 12 de Setembro   | Mashantucket, Connecticut | Estados Unidos      | MGM Grand at Foxwoods                 |
| 13 de Setembro   | Hammond, Indiana          | Estados Unidos      | The Venue at Horseshoe Casino         |
| 14 de Setembro   | Cincinnati                | Estados Unidos      | Procter & Gamble Hall                 |
| 17 de Setembro   | Denver                    | Estados Unidos      | Wells Fargo Theatre                   |
| 18 de Setembro   | Salt Lake City            | Estados Unidos      | Abravanel Hall                        |
| 20 de Setembro   | Seattle                   | Estados Unidos      | Qwest Field Events Center             |
| 21 de Setembro   | Vancouver                 | Canadá              | Orpheum                               |
| 26 de Setembro   | Santa Barbara, California | United States       | Santa Barbara Bowl                    |
| 27 de Setembro   | Phoenix, Arizona          | United States       | Dodge Theater                         |
| 28 de Setembro   | Tucson                    | United States       | Anselmo Valencia Amphitheater         |
| Europa           |                           |                     |                                       |
| 10 de Outubro    | Zagreb                    | Croácia             | Dom Sportova                          |
| 11 de Outubro    | Belgrado                  | Sérvia              | Belgrade Arena                        |
| 13 de Outubro    | Bratislava                | Eslováquia          | Incheba Expo Arena                    |
| 14 de Outubro    | Praga                     | República Checa     | Tesla Arena                           |
| 15 de Outubro    | Varsóvia                  | Polónia             | Torwar Hall                           |
| 18 de Outubro    | Berlim                    | Alemanha            | O2 World                              |
| 19 de Outubro    | Munique                   | Alemanha            | Olympiahalle                          |
| 21 de Outubro    | Estugarda                 | Alemanha            | Hanns-Martin-Schleyer-Halle           |
| 22 de Outubro    | Oberhausen                | Alemanha            | König Pilsener Arena                  |
| 23 de Outubro    | Mannheim                  | Alemanha            | SAP Arena                             |
| 25 de Outubro    | Metz                      | França              | Le Galaxie                            |
| 27 de Outubro    | Roterdão                  | Holanda             | The Ahoy                              |
| 28 de Outubro    | Antuérpia                 | Bélgica             | Sportpaleis                           |
| 30 de Outubro    | Toulouse                  | França              | Le Zénith                             |
| 31 de Outubro    | Nantes                    | França              | Le Zénith                             |
| Oceania          |                           |                     |                                       |
| 6 de Dezembro    | Auckland                  | Nova Zelândia       | Vector Arena                          |
| 7 de Dezembro    | Wellington                | Nova Zelândia       | TSB Bank Arena                        |
| 10 de Dezembro   | Brisbane                  | Austrália           | Brisbane Entertainment Centre         |
| 12 de Dezembro   | Sydney                    | Austrália           | Acer Arena                            |
| 13 de Dezembro   | Hunter Valley             | Austrália           | Bimbadgen Estate                      |
| 14 de Dezembro   | Bowral                    | Austrália           | Centennial Vineyards [g]              |
| 17 de Dezembro   | Melbourne                 | Austrália           | Rod Laver Arena                       |
| 18 de Dezembro   | Adelaide                  | Austrália           | Adelaide Entertainment Centre         |
| 20 de Dezembro   | Swan Valley               | Austrália           | Sandalford Wines [g]                  |

Notas

| ↑ a Este concerto fez parte do North Sea Jazz Festival. ↑ b Este concerto fez parte do Moon & Stars Festival . ↑ c Este concerto fez parte do Montreux Jazz Festival. | ↑ d Este concerto fez parte do Umbria Jazz Festival. ↑ e Este concerto fez parte do Lucca Summer Festival. ↑ f Este concerto fez parte do Singfest. ↑ g Este concerto fez parte de A Day on the Green. |